# Michaela Kalancia
 Michaela Kalancia ou  Mikhaela Kalancha (en russe : Михаэла Олеговна Каланча, née le 5 juillet 1994 à Chișinău) est une nageuse synchronisée russe, d’origine moldave.

## Biographie
Mikhaela Kalancha remporte avec l’équipe de Russie deux titres en épreuve par équipes, en 2013 et 2015. Elle décroche avec Aleksandr Maltsev le titre mondial en duo mixte libre aux championnats du monde de Budapest en 2017, ainsi que la médaille d’argent en duo mixte technique, derrière Manila Flamini et Giorgio Minisini.